# Tricentra punctata
Tricentra punctata là một loài bướm đêm trong họ Geometridae.